# Giải vô địch bóng đá nữ thế giới 2011

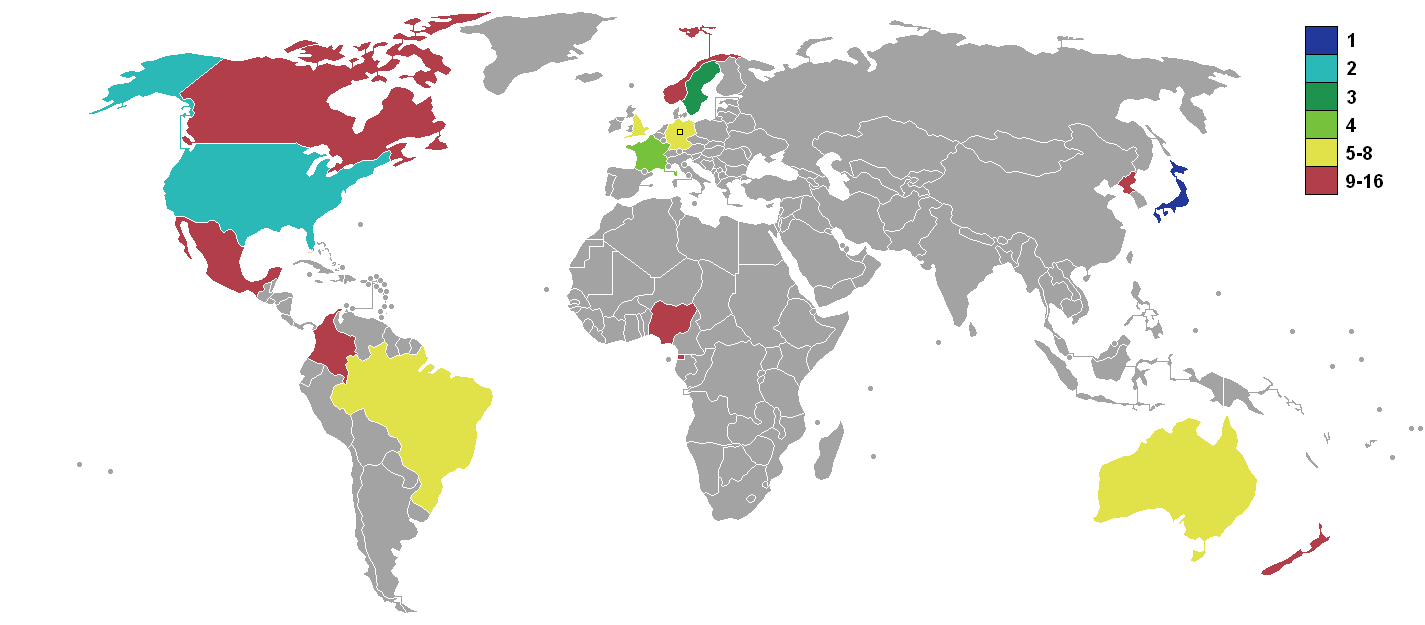
Các đội tuyển vượt qua vòng loại

Giải vô địch bóng đá nữ thế giới 2011 được tổ chức từ ngày 26 tháng 6 tới ngày 17 tháng 7 năm 2011 tại Đức. Đây là giải vô địch bóng đá nữ thế giới lần thứ sáu, là lần thứ hai được tổ chức tại châu Âu và là lần đầu tiên tổ chức ở Đức, nước giành quyền đăng cai vào tháng 10 năm 2007. Nhật Bản giành chiến thắng trong trận chung kết trước Hoa Kỳ trong loạt luân lưu sau khi hòa 2–2 trong thời gianh thi đấu chính thức và hai hiệp phụ. Nhật Bản trở thành đội tuyển bóng đá châu Á đầu tiên từng giành chức vô địch World Cup bóng đá.
Giải đấu diễn ra ở chín thánh phố trên khắp nước Đức, trong đó trận chung kết được diễn ra ở Commerzbank Arena thuộc thành phố Frankfurt. Để tới được với giải đấu này, mười sáu đội tuyển của sáu liên đoàn thành viên phải trải qua quá trình vòng loại khởi động từ năm 2009. Tại vòng bảng của vong chung kết, các đội thi đấu theo hình thức vòng tròn tính điểm, chọn ra hai đội đầu bảng vào vòng đấu loại trực tiếp. Các đội sẽ tiếp tục thi đấu theo thể thức loại trực tiếp để cuối cùng kết thúc bằng trận chung kết.

## Bầu chọn quốc gia đăng cai

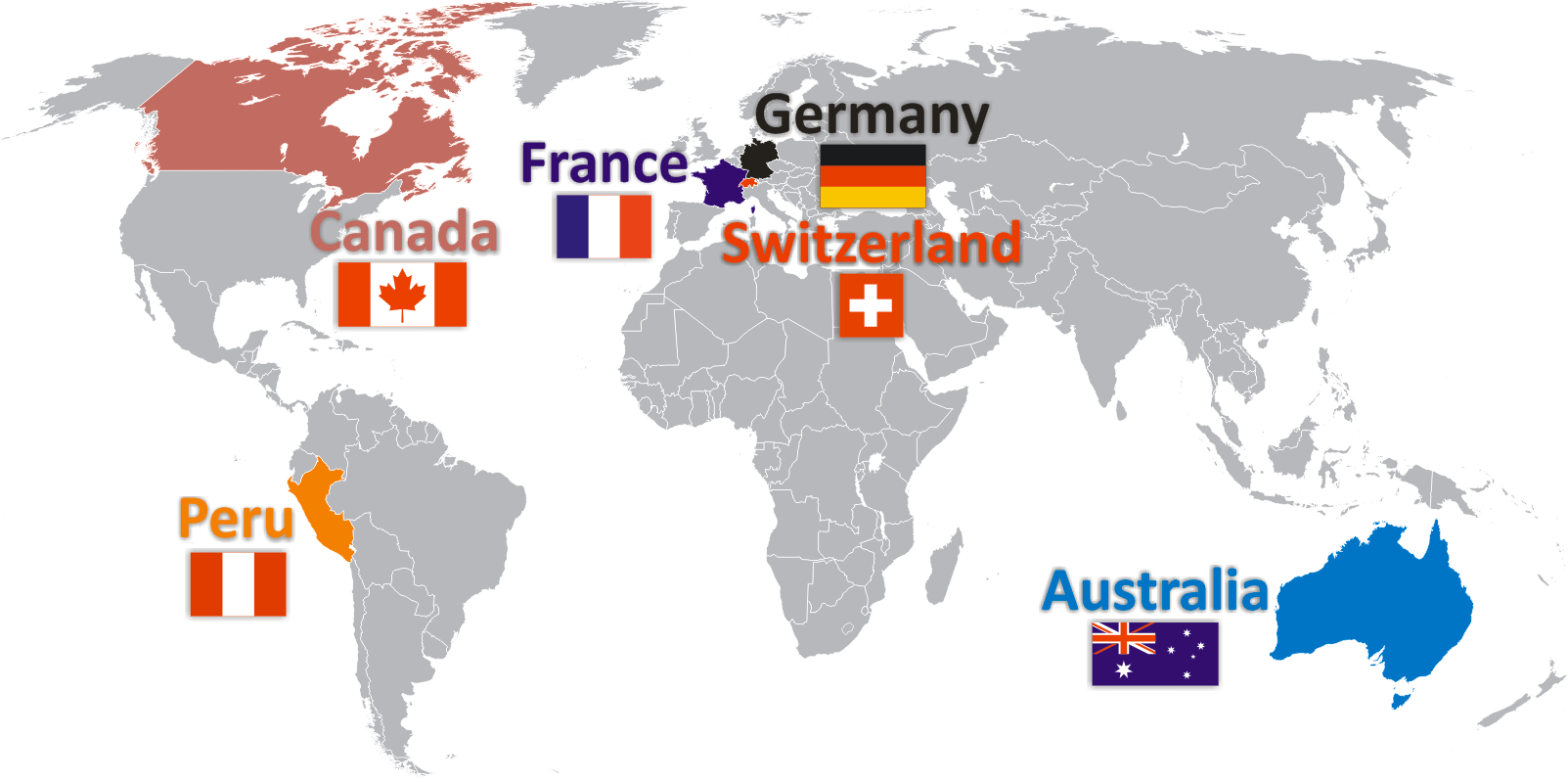
Sáu quốc gia ứng cử viên

Sáu quốc gia gồm Úc, Canada, Pháp, Đức, Peru và Thụy Sĩ ban đầu tuyên bố bày tỏ mong muốn đăng cai Giải vô địch bóng đá nữ thế giới 2011. Vào tháng 1 năm 2006 Hiệp hội bóng đá Đức thông báo về nguyện vọng tổ chức giải theo đề nghị của thủ tướng Đức Angela Merkel. Tới ngày 1 tháng 3 năm 2007 cả sáu quốc gia đều chính thức thông báo về nguyện vọng của mình và tới ngày 3 tháng 5 năm 2007 các nước này trình lên FIFA ý định ứng cử làm chủ nhà của giải.
Kết quả cuối đáng ra phải công bố vào ngày 1 tháng 8 năm 2007, nhưng đã có quốc gia rút lui. Thụy Sĩ rút lui vào ngày 29 tháng 5 năm 2007, dẫn đến châu Âu chỉ còn Pháp và Đức, nên phiếu cho Thụy Sĩ bị hủy. Ngày 27 tháng 8, Pháp rút lui, được báo chí cho rằng là để đổi lại sự ủng họ của Đức cho việc đăng cai Euro 2016. Sau đó, Úc (12 tháng 10 năm 2007) và Peru (17 tháng 10 năm 2007) đồng loạt tình nguyện gạch tên khỏi cuộc đua, dẫn đến cuộc chiến tay đôi giữa Canada và Đức. Vào ngày 30 tháng 10 năm 2007 FIFA họp tại Zürich quyết định Đức đăng cai, sau khi Đức thắng Canada sát nút về số phiếu tranh cử. Canada về sau là nước chủ nhà của Giải vô địch bóng đá nữ thế giới 2015.

## Sân vận động
Sau khi Hiệp hội bóng đá Đức (DFB) bày tỏ ý định, 23 thành phố của nước Đức cũng lập tức nộp đơn xin đăng cai các trận đấu World Cup. Có mưới hai thành phố được chọn trong hồ sơ mà DFB trình lên FIFA vào tháng 8 năm 2007. Vào ngày 30 tháng 9 năm 2008, ban điều hành DFB quyết định sử dụng chín sân cho giải; các thành phố Essen, Magdeburg và Bielefeld là những cái tên bị loại.
Trận khai mạc diễn ra giữa Đức và Canada trên sân Olympic ở Berlin, nơi diễn ra trận chung kết World Cup nam năm 2006; đây cũng là trận duy nhất diễn ra ở Berlin. Tuy nhiên đây không phải trận đấu đầu tiên của giải, mà là trận đấu trên sân Rhein-Neckar-Arena ở Sinsheim giữa Pháp và Nigeria. Trận chung kết diễn ra trên sân Commerzbank-Arena ở Frankfurt am Main, địa điểm tổ chức chung kết 2005. Sân Borussia-Park ở Mönchengladbach và Commerzbank-Arena là những nơi tổ chức trận bán kết. Trận tranh hạng ba diễn ra trên sân Rhein-Neckar-Arena.
Kể từ năm 2007, năm trong số các sân vận động hoặc là được xây mới (Augsburg, Dresden và Sinsheim) hoặc được thiết kế mới (Bochum và Leverkusen). Sáu sân vận động trong số này là sân nhà của các câu lạc bộ Bundesliga cho mùa giải 2011-12, trong khi ba sân còn lại là sân nhà của các đội thuộc giải hạng hai Đức cũng trong mùa giải này. Sức chứa của các sân dao động từ 20.000 tới 30.000; tổng sức chứa của 9 sân là 330.000. Tất cả các thành phố sẽ tổ chức tổng cộng bốn trận, trừ Berlin (chỉ tổ chức khai mạc) và Mönchengladbach (ba trận). Sẽ có tổng cộng khoảng một triệu vé được tung ra.
Một vài sân chỉ được gọi là "Sân vận động FIFA World Cup", do FIFA cấm các hình thức tài trợ trên sân vận động trừ khi nhà tài trợ là nhà tài trợ chính thức của giải. Do các phần không lắp ghế trên khán đài (khán đài đứng) không được phép sử dụng, các sân sẽ có tổng sức chứa nhỏ hơn nhiều so với các trận tại Bundesliga.
| Berlin                 | Frankfurt am Main | Mönchengladbach | Sinsheim           |
| ---------------------- | --- | --- | ------------------ |
| Sân vận động Olympic   | Commerzbank-Arena | Borussia-Park | Rhein-Neckar-Arena |
| Sức chứa: 73.680       | Sức chứa: 48.837 | Sức chứa: 45.860 | Sức chứa: 30.150   |
|                        | | |                    |
| Leverkusen             | AugsburgBerlinBochumDresdenFrankfurtLeverkusenMönchengladbachSinsheimWolfsburgGiải vô địch bóng đá nữ thế giới 2011 (Đức) | AugsburgBerlinBochumDresdenFrankfurtLeverkusenMönchengladbachSinsheimWolfsburgGiải vô địch bóng đá nữ thế giới 2011 (Đức) | Wolfsburg          |
| BayArena               | AugsburgBerlinBochumDresdenFrankfurtLeverkusenMönchengladbachSinsheimWolfsburgGiải vô địch bóng đá nữ thế giới 2011 (Đức) | AugsburgBerlinBochumDresdenFrankfurtLeverkusenMönchengladbachSinsheimWolfsburgGiải vô địch bóng đá nữ thế giới 2011 (Đức) | Volkswagen-Arena   |
| Sức chứa: 29.708       | AugsburgBerlinBochumDresdenFrankfurtLeverkusenMönchengladbachSinsheimWolfsburgGiải vô địch bóng đá nữ thế giới 2011 (Đức) | AugsburgBerlinBochumDresdenFrankfurtLeverkusenMönchengladbachSinsheimWolfsburgGiải vô địch bóng đá nữ thế giới 2011 (Đức) | Sức chứa: 26.062   |
|                        | AugsburgBerlinBochumDresdenFrankfurtLeverkusenMönchengladbachSinsheimWolfsburgGiải vô địch bóng đá nữ thế giới 2011 (Đức) | AugsburgBerlinBochumDresdenFrankfurtLeverkusenMönchengladbachSinsheimWolfsburgGiải vô địch bóng đá nữ thế giới 2011 (Đức) |                    |
| Dresden                | AugsburgBerlinBochumDresdenFrankfurtLeverkusenMönchengladbachSinsheimWolfsburgGiải vô địch bóng đá nữ thế giới 2011 (Đức) | AugsburgBerlinBochumDresdenFrankfurtLeverkusenMönchengladbachSinsheimWolfsburgGiải vô địch bóng đá nữ thế giới 2011 (Đức) | Augsburg           |
| Sân vận động Glücksgas | AugsburgBerlinBochumDresdenFrankfurtLeverkusenMönchengladbachSinsheimWolfsburgGiải vô địch bóng đá nữ thế giới 2011 (Đức) | AugsburgBerlinBochumDresdenFrankfurtLeverkusenMönchengladbachSinsheimWolfsburgGiải vô địch bóng đá nữ thế giới 2011 (Đức) | Impuls Arena       |
| Sức chứa: 25.582       | AugsburgBerlinBochumDresdenFrankfurtLeverkusenMönchengladbachSinsheimWolfsburgGiải vô địch bóng đá nữ thế giới 2011 (Đức) | AugsburgBerlinBochumDresdenFrankfurtLeverkusenMönchengladbachSinsheimWolfsburgGiải vô địch bóng đá nữ thế giới 2011 (Đức) | Sức chứa: 24.661   |
|                        | AugsburgBerlinBochumDresdenFrankfurtLeverkusenMönchengladbachSinsheimWolfsburgGiải vô địch bóng đá nữ thế giới 2011 (Đức) | AugsburgBerlinBochumDresdenFrankfurtLeverkusenMönchengladbachSinsheimWolfsburgGiải vô địch bóng đá nữ thế giới 2011 (Đức) |                    |
| Bochum                 | | |                    |
| Ruhrstadion            | | |                    |
| Sức chứa: 20.556       | | |                    |
|                        | | |                    |

## Vòng loại

### Số đội tham dự
FIFA đã có xem xét về khả năng tăng số đội từ 16 lên 24, do sự phổ biến của bóng đá nữ và World Cup nữ. Tuy nhiên vào ngày 14 tháng 3 năm 2008, Hội đồng FIFA quyết định giữ số lượng đội tham dự là 16 vì lo ngại rằng nhiều đội hơn sẽ làm giảm chất lượng giải. Ý tưởng 20 đội tham dự bị loại từ vì không khả thi khi xét về yếu tố sắp xếp lịch thi đấu. Trong thời gian diễn ra Giải vô địch bóng đá nữ thế giới 2007, chủ tịch FIFA Sepp Blatter đã lên chiến dịch tăng số đội, mặc dù vậy vẫn gây tranh cãi. Đặc biệt chiến thắng 11–0 của Đức trước Argentina ở trận mở màn giải năm 2007 gây ra ngoài nghi liệu 24 đội tuyển trong một giải đấu liệu có đồng đều về chất lượng.

### Sự phân bổ suất dự vòng chung kết
Vào tháng 10 năm 2008, Ban điều hành FIFA thông báo về sự thay đổi số suất dự vòng chung kết của các liên đoàn. châu Á được trao 3 vé cửa chính thay vì 2,5 xuất châu Âu tăng từ 5 lên 5,5 xuất còn châu Đại Dương là 1. Suất thứ 16 được xác định qua thi đấu play-off giữa đội thứ ba của CONCACAF và đội thắng trong loạt play-off tranh vé vớt của câu Âu.
FIFA cũng ra luật các liên đoàn châu lục phải đảm bảo ít nhất một phần ba số liên đoàn thành viên tham gia vòng loại World Cup, nếu không FIFA sẽ buộc phải phân bổ lại số suất. Trong quá khứ nhiều đội châu Phi và Trung Đông từng bỏ cuộc không tham dự vòng loại World Cup.
World Cup nữ 2011 còn là giải đấu vòng loại Thế vận hội Mùa hè 2012 khu vực UEFA. Bên cạnh Vương quốc Liên hiệp Anh và Bắc Ireland, có thêm hai đội nữa được dư Thế vận hội là Pháp và Thụy Điển nhờ thành tích lọt vào bán kết.

### Các đội tham dự
Các trận vòng loại diễn ra từ tháng 4 năm 2009 tới tháng 11 năm 2010. Đức với tư cách chủ nhà được đặc cách vào thẳng, trong khi các đội còn lại vượt qua vòng loại tại châu lục của mình. Hầu hết các châu lục sử dụng giải vô địch châu lục làm vòng loại: Cúp bóng đá nữ châu Á, Giải vô địch bóng đá nữ châu Phi, Giải vô địch bóng đá nữ châu Đại Dương, Sudamericano Femenino và Cúp vàng nữ CONCACAF. Chỉ có UEFA tổ chức giải đấu vòng loại riêng. Một suất vòng chung kết được xác định thông qua trận play-off giữa hai đội của UEFA và CONCACAF.
Sau vòng loại, 15 đội bóng khác đã có mặt là:
| AFC: - Úc - Nhật Bản - CHDCND Triều Tiên CAF: - Guinea Xích Đạo - Nigeria CONCACAF: - Canada - México - Hoa Kỳ† | COMMEBOL: - Brasil - Colombia OFC: - New Zealand UEFA: - Anh - Pháp - Đức (chủ nhà) - Na Uy - Thụy Điển |  |

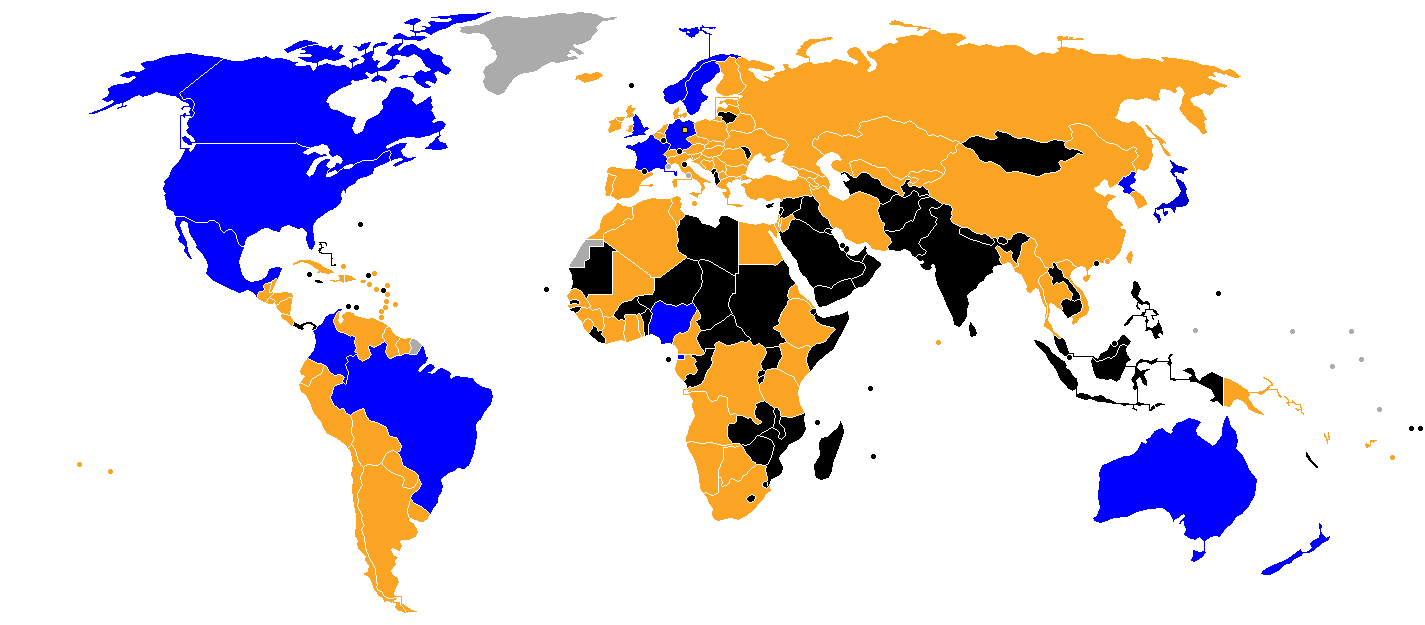
Nước giành quyền tham dự
Nước không vượt qua vòng loại
Nước không tham gia vòng loại
Nước không phải thành viên FIFA

† – vượt qua vòng loại nhờ thắng play-off với Ý
Colombia và Guinea Xích đạo có lần đầu xuất hiện tại World Cup. Brasil, Đức, Nhật, Nigeria, Na Uy, Thụy Điển và Hoa Kỳ giữ vững thành tích có mặt ở tất cả các vòng chung kết, trong khi Trung Quốc lần đầu vắng mặt. Đây là lần đầu tiên của México kể từ 1999 và của Pháp kể tứ năm 2003.

## Tổ chức

### Ban tổ chức nước chủ nhà

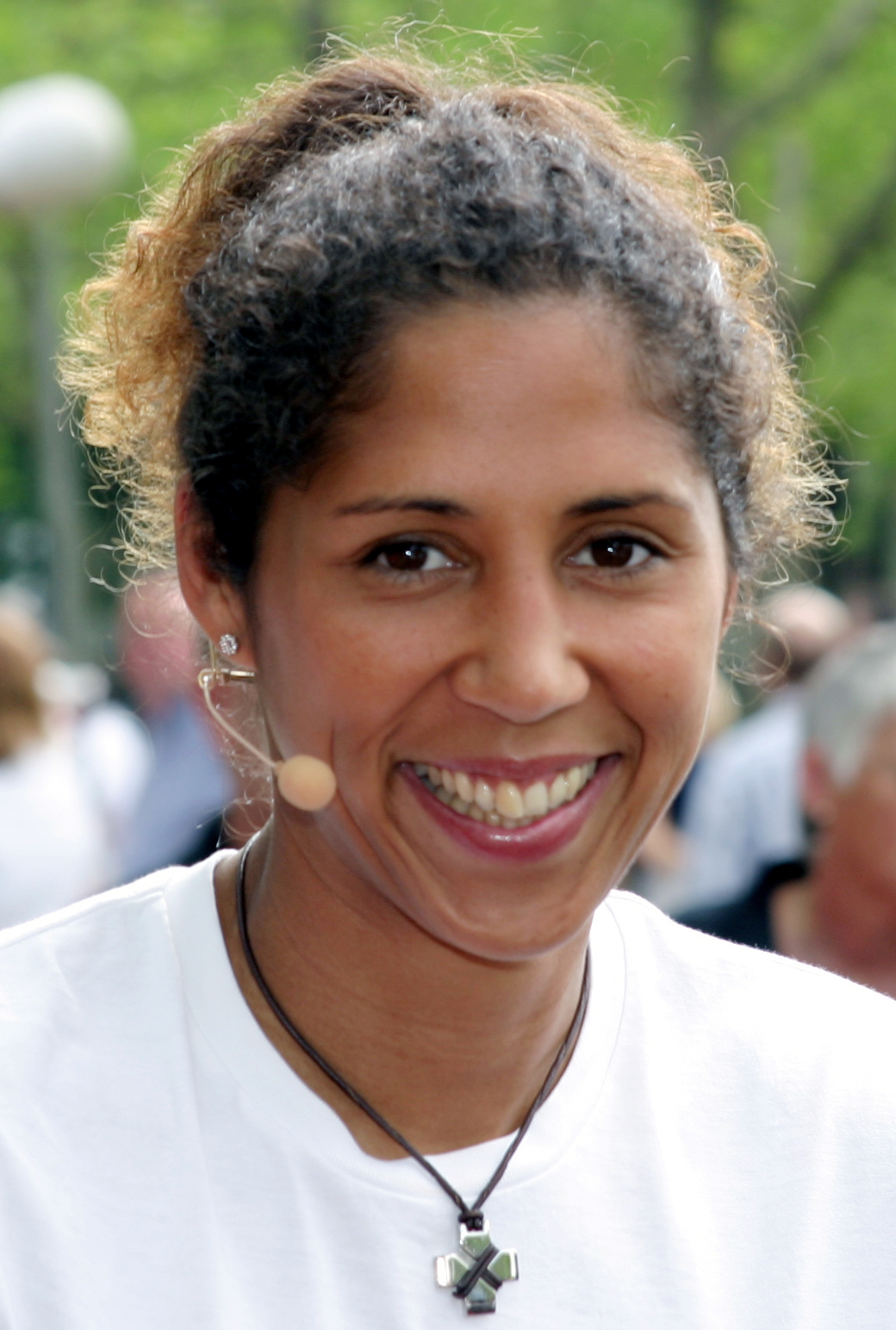
Chủ tịch Ban tổ chức là cựu cầu thủ bóng đá Steffi Jones

Giải được điều hành và giám sát bới "Ban tổ chức World Cup nữ 2011 Đức" với chủ tịch là cựu cầu thủ Đức Steffi Jones; bà bắt đầu nhận công tác từ ngày 1 tháng 1 năm 2008. Tổng thống Đức Christian Wulff được bầu là người bảo trợ của giải. Ban tổ chức được giám sát bởiban điều hành Liên đoàn bóng đá Đức (DFB). Vào ngày 25 tháng 1 năm 2009, Jones mở cửa các văn phòng của ban và lên danh sách đội ngũ BTC, trong đó có giám đốc điều hành Uli Wolter, người đứng đầu khu vực tổ chức tại Leipzig trong thời gian Giải bóng đá vô địch thế giới 2006. Bên cạnh Wolter còn có Heike Ulrich, người chịu trách nhiệm với công tác tổ chức giải, cựu tuyển thủ Đức Doris Fitschen đứng đầu ban marketing, Winfried Naß đứng đầu ban "Các địa điểm và Sân vận động", cũng như Jens Grittner, nhân viên báo chí của ban tổ chức World Cup 2006, đứng đầu bộ phận truyền thông.
Với dự định chỉ quảng bá giải tại Đức, ban tổ chức chọn ra bốn đại sứ World Cup quốc gia: các cưụ tuyển thủ Britta Carlson, Renate Lingor, và Sandra Minnert, cũng như vận động viên giành huy chương vàng bắn súng tại Thế vận hội người khuyết tật Manuela Schmermund. Vào tháng 10 năm 2009, cựu tuyển thủ Mỹ Mia Hamm được chọn là đại sứ quốc tế của World Cup. Mỗi thành phố chủ nhà trừ Berlin cũng chọn ra hai đại sứ của thành phố, trong đó có các cựu cầu thủ bóng đá nam như Matthias Sammer, Karl-Heinz Riedle và Rainer Bonhof, kiếm thủ Britta Heidemann hay vận động viên hai môn phối hợp Magdalena Neuner.

### Logo và linh vật

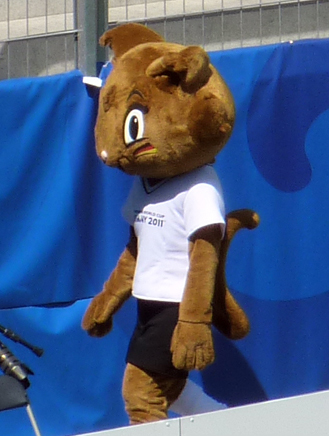
Linh vật "Karla Kick"

Logo chính thức của World Cup, có tên gọi là Arena Deutschland, được Steffi Jones và Franz Beckenbauer giới thiệu trong giờ nghỉ của các trận chung kết DFB-Pokal của nữ và của nam vào ngày 19 tháng 4 năm 2008. Logo có hình ảnh một sân vận động được cách điệu với các dải màu quốc kỳ Đức, đen, đỏ và vàng, và hình chiếc cúp World Cup nữ ở góc bên phải. Logo được thiết kể bởi công ty quảng cáo ở Stuttgart có tên WVP.
Linh vật của World Cup, cô mèo "Karla Kick", cô được giới thiệu tại lễ khai mạc Giải vô địch bóng đá nữ U-20 thế giới 2010 vào ngày 13 tháng 7 năm 2010. Linh vật được công ty GMR Marketing của Frankfurt phát triển. Theo bà Jones, linh vật đại diện cho "các tính chất quan trọng của bóng đá nữ: niềm đam mê, sự vui vẻ và sự năng động".

### Vé
Tổng cộng có khoảng một triệu vé được phát hành, trong đó 900.000 vé được bán theo phương thức chung. 350.000 vé được giảm giá, chủ yếu dành cho các gia đình, câu lạc bộ và trường học, một trong những khán giả mà ban tổ chức hướng tới. Tính tới 22 tháng 6 năm 2011, 700.000 vé đã được tiêu thụ.
Vé xem World Cup được bán theo nhiều giai đoạn. Trong giai đoạn đầu tiên từ 29 tháng 10 năm 2009 tới 31 tháng 8 năm 2010, chỉ có các loại theo chuỗi của các thành phố được bán. Mỗi series của mỗi thành phố bao gồm vé của tất cả các trận ở thành phố chủ nhà đó. Giá dao động từ 30 tới 415 euro. Ở đợt bán vé thứ hai từ 17 tháng tới 31 tháng 8 năm 2010, các vé (được gọi là vé 20Eleven) được bán cho các nhóm có ít nhất 11 người, với giá vé được chiết khấu 20 phần trăm và chủ yếu hướng tới trường học và các câu lạc bộ. Vé lẻ cho các trận được bán từ ngày 15 tháng 9 năm 2010. Giá vé lẻ cho các cá nhân dao động từ 10 tới 200 euro. Vào ngày 18 tháng 3 năm 2011, 100 ngày trước trận khai mạc, đợt bán vé cuối cùng bắt đầu, trong đó tất cả các vé được bán theo thứ tự ai tới mua trước sẽ có vé trước.
Không giống như vé tại World Cup nam năm 2006 ở Đức, vé của World Cup nữ không được cá nhân hóa. Một vé theo chuỗi của cùng thành phố có thể được sử dụng bởi nhiều người khác nhau cho các trận khác nhau.

### Ngân sách và tài trợ
Ngân sách của giải được định mức 51 triệu euro. Hiệp hội bóng đá Đức đự định bù đắp chi phí tổ chức từ bán vé và tiền tài trợ, chủ yếu từ sáu nhà tài trợ trong nước.
Từ năm 2008 tới năm 2010, sáu công ty tài trợ trong nước lần lượt được giới thiệu: công ty viễn thông Deutsche Telekom, ngân hàng Commerzbank, công ty bảo hiểm Allianz, nhà bán lẻ Rewe, công ty thư tín quốc gia Deutsche Post và công ty đường sắt quốc gia Deutsche Bahn. Ngoài Deutsche Bahn, tất cả các nhà tài trợ trên cũng tài trợ cho World Cup U-20 nữ 2010.

### Truyền thông
Việc phát sóng truyền hình của giải lần này có nhiều đổi mới vượt xa các giải đấu trước đó. Lần đầu tiên tất cả các trận đấu được sản xuất với độ nét cao, với các camera trong khung thành và hai steadicam được sử dụng. Ở một số trận chọn lọc có thể có tới 18 camera hoạt động, bao gồm một spidercam và một camera trực thăng.
Ở Đức các đài truyền hình quốc gia ARD và ZDF chiếu trực tiếp toàn bộ 32 trận của giải. Tại châu Âu, tất cả các trận đều được chiếu trên Eurosport ở 34 nước và vùng lãnh thổ. Tại Hoa Kỳ, ESPN và ESPN2 là đài phát sóng tiếng Anh chính thức, trong khi Univision là đơn vị phát sóng bằng tiếng Tây Ban Nha. Ở Canada, giải được phát bởi CBC Television và Sportsnet. Tại Vương quốc Liên hiệp Anh, các trận của đội tuyển nữ Anh được phát trực tiếp trên BBC Red Button và trang mạng của BBC Sport. Trận chung kết được phát trực tiếp trên BBC Three. SBS là đơn vị giữ bản quyền tại Úc, còn Al Jazeera phát các trận đấu tại Trung Đông và Bắc Phi.
Giải là sự kiện bóng đá nữ đầu tiên là chủ đề của một album sticker Panini, tuy nhiên chỉ được phân phối tại Đức.
Trận chung kết giữa Nhật Bản và Hoa Kỳ phá kỷ lục nhiều tweet một giây nhất trên Twitter với con số 7.196.

## Trọng tài
Ủy ban Trọng tài của FIFA chọn ra 16 trọng tài làm nhiệm vụ tại World Cup: ba của châu Á, một của châu Phi, ba của Bắc, Trung Mỹ và Caribe, hai của Nam Mỹ, một của châu Đại Dương và sáu của châu Âu. Thêm vào đó là 32 trợ lý trọng tài và ba trọng tài thứ tư. Trọng tài lớn tuổi nhất là Jenny Palmquist 42 tuổi người Thụy Điển, trong khi trẻ nhất là Finau Vulvuli của Fiji, 29 tuổi.
| Số                                 | Trọng tài             | Trợ lý trọng tài        | Trợ lý trọng tài            |
| ---------------------------------- | --------------------- | ----------------------- | --------------------------- |
| Châu Phi (CAF)                     |                       |                         |                             |
| 1                                  | Thérèse Neguel        | Tempa Ndah François     | Lidwine Rakotozafinoro      |
| Châu Á (AFC)                       |                       |                         |                             |
| 2                                  | Cha Sung-mi           | Kim Kyoung-min          | Trương Linh Linh            |
| 3                                  | Fukano Etsuko         | Takahashi Saori         | Shamsuri Widiya             |
| 4                                  | Jacqui Melksham       | Allyson Flynn           | Sarah Ho                    |
| Bắc, Trung Mỹ và Caribe (CONCACAF) |                       |                         |                             |
| 5                                  | Quetzalli Alvarado    | Mayte Chavez            | Rita Munoz                  |
| 6                                  | Carol Anne Chenard    | Emperatriz Ayala        | Cindy Mohammed              |
| 7                                  | Kari Seitz            | Marlene Duffy           | Veronica Perez              |
| Nam Mỹ (CONMEBOL)                  |                       |                         |                             |
| 8                                  | Estela Álvarez        | Mariana Corbo           | Maria Rocco                 |
| 9                                  | Silvia Reyes          | Yoly García             | Marlene Leyton              |
| Châu Đại Dương (OFC)               |                       |                         |                             |
| 10                                 | Finau Vulivuli        | Jacqui Stephenson       | Lata Tuifutuna              |
| Châu Âu (UEFA)                     |                       |                         |                             |
| 11                                 | Dagmar Damková        | Yolanda Parga Rodríguez | María Luisa Villa Gutiérrez |
| 12                                 | Gyöngyi Gaál          | Cristina Cini           | Lada Rojc                   |
| 13                                 | Kirsi Heikkinen       | Anu Jokela              | Tonja Paavola               |
| 14                                 | Jenny Palmqvist       | Helen Karo              | Anna Nyström                |
| 15                                 | Christina W. Pedersen | Hege Steinlund          | Nathalie Walker             |
| 16                                 | Bibiana Steinhaus     | Katrin Rafalski         | Marina Wozniak              |
| Trọng tài thứ tư                   |                       |                         |                             |
|                                    | Thalia Mitsi          | Kateryna Monzul         | Esther Staubli              |

## Danh sách cầu thủ
Giống như năm 2007, mỗi đội tuyển dự Giải vô địch bóng đá nữ thế giới 2011 sẽ bao gồm 21 cầu thủ, ít hơn hai người so với World Cup nam. Mỗi liên đoàn bóng đá quốc gia phải xác nhận đội hình 21 người trong ít nhất 10 ngày làm việc trước giải. Việc thay thế các ca chấn thương nghiêm trọng được phép thực hiện cho tới 24 giờ trước trận đấu đầu tiên của đội đó.

### Sử dụng doping
Vào ngày 25 tháng 6 năm 2011 mẫu thử A của Yineth Varón, thủ môn đội tuyển Colombia, cho kết quả dương tính đối với một chất chưa rõ tên. Cô bị FIFA treo giò tạm thời cho tới khi kết quả của mẫu thử B được công bố. Vào ngày 25 tháng 8 năm 2011, cô chính thức bị FIFA cấm thi đấu hai năm.
Vào ngày 7 tháng 7 năm 2011, FIFA thông báo hai cầu thủ của CHDCND Triều Tiên, Song Jong-Sun và Jong Pok-Sim, tạm thời bị đình chỉ thi đấu trước trận gặp Colombia sau khi không vượt qua cuộc thử doping. Vào ngày 16 tháng 7, FIFA thông báo có thêm ba người nữa (Hong Myong-Hui, Ho Un-Byol và Ri Un-Hyang) của CHDCND Triều Tiên bị báo cáo là dương tính sau khi cả đội bị kiểm tra. Vào ngày 25 tháng 8 năm 2011, đội tuyển CHDCND Triều Tiên bị phạt 400.000 đôla, bằng với số tiền thưởng mà đội nhận được nhờ vị trí thứ 13 tại World Cup 2011, đồng thời không được phép dự Giải vô địch bóng đá nữ thế giới 2015.

## Hạt giống
Ban tổ chức phê chuẩn thủ tục bốc thăm vào ngày 28 tháng 11 năm 2010. Các đội Đức, Nhật, Mỹ, Brasil – được xếp hạt giống thông qua thứ hạng của họ trên Bảng xếp hạng bóng đá nữ FIFA và thành tích ở các giải trước đó. Không có đội nào được xếp chung bảng với đội khác cùng liên đoàn châu lục trừ Bảng A có hai đội châu Âu.
| Nhóm 1                                               | Nhóm 2                                   | Nhóm 3                                             | Nhóm 4                         |
| ---------------------------------------------------- | ---------------------------------------- | -------------------------------------------------- | ------------------------------ |
| Đức (A1) · Nhật Bản (B1) · Hoa Kỳ (C1) · Brasil (D1) | Úc · CHDCND Triều Tiên · Canada · México | Nigeria · Guinea Xích Đạo · New Zealand · Colombia | Anh · Pháp · Thụy Điển · Na Uy |

Nhóm 1Các bảng đấu của các đội hạt giống được xác định trước cuộc bốc thăm.
Nhóm 2Úc và Triều Tiên không thể nằm cùng bảng B với đội châu Á khác là Nhật. Tương tự, Canada và México không thể chung bảng C với Hoa Kỳ.
Nhóm 3Để tránh các đội Nam Mỹ bị phân vào bảng D, nếu Colombia không phải là đội đầu tiên được gọi tên trong nhóm 3 thì đội được gọi tên đầu tiên đó sẽ ngay lập tức được xếp vào bảng D.
Nhóm 4Bảng A sẽ là bảng có hai đội châu Âu.
Cuộc bốc thăm diễn ra tại Cung hội nghị thuộc thành phố Frankfurt am Main, Đức vào ngày 29 tháng 11 năm 2010. Buổi lễ được chủ trì bởi xhur tịch ban tổ chức Steffi Jones, được trợ giúp bởi người đứng đầu các giải đấu nữ FIFA, bà Tatjana Haenni. Các trái bóng chứa các lá thăm được mở bởi cựu tuyển thủ Đức Günter Netzer và người mẫu đồng thời là đại sứ bóng đá nữ Slovakia Adriana Karembeu.

## Vòng bảng

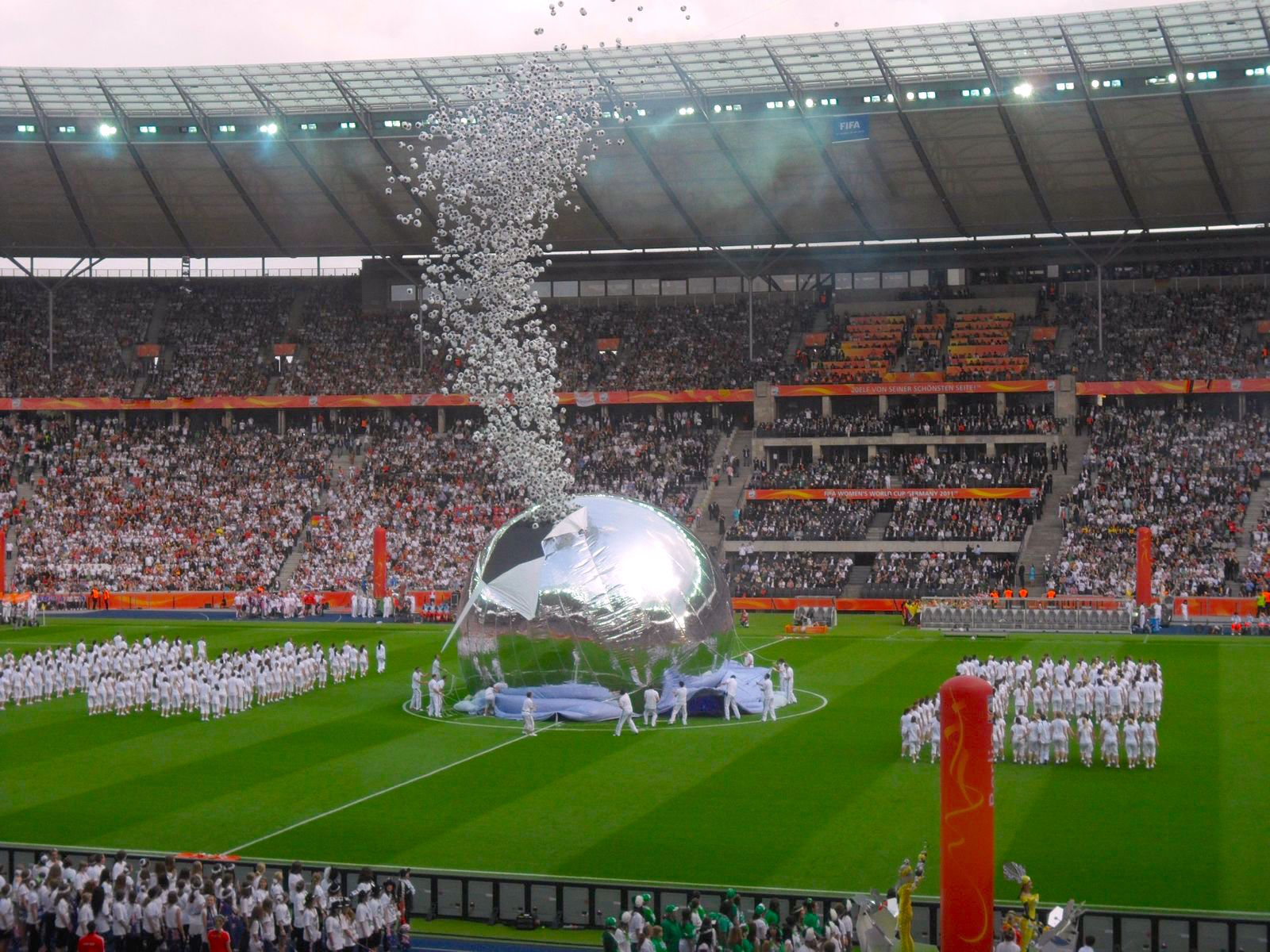
Lễ khai mạc trên sân Olympic thành phố Berlin trước trận Đức gặp Canada.

Tại vòng bảng, mười sáu đội được chia thành bốn bảng. Mỗi bảng thi đấu theo thể thức vòng tròn một lượt gồm sáu trận đấu, ở đó mỗi đội lần lượt thi đấu với ba đội khác trong bảng. Các đội được ba điểm cho một trận thắng, một điểm cho tỉ số hòa và không được điểm nếu thua. Đội đầu và nhì mỗi bảng sẽ giành quyền vào tứ kết.
Lịch thi đấu của giải được công bố ngày 20 tháng 3 năm 2009, trong đó chủ nhà được xếp vào trận A1. Không giống các vòng chung kết World Cup trước, giải lần này không tổ chức thi đấu hai trận liên tiếp trong ngày tại cùng địa điểm, thay vào đó các trận cùng ngày sẽ được tổ chức khác địa điểm. Theo ban tổ chức, điều này "cho thấy chất lượng và vị thế của các vòng chung kết của nữ được tăng lên".
Tiêu chí xếp hạng
1. Số điểm giành được
2. Hiệu số bàn thắng bại
3. Số bàn thắng ghi được
4. Số điểm giành được khi các đội đối đầu trực tiếp
5. Hiệu số bàn thắng bại khi các đội đối đầu trực tiếp
6. Số bàn thắng ghi được khi các đội đối đầu trực tiếp
7. Tiêu chí fair play dựa trên số thẻ vàng và thẻ đỏ
8. Ban tổ chức bốc thăm
Giờ thi đấu thuộc múi giờ CEST (UTC+1).
| Chú giải màu sắc | Chú giải màu sắc                              |
| ---------------- | --------------------------------------------- |
|                  | Đội đầu bảng và nhì bảng tiến vào vòng tứ kết |

### Bảng A
| Đội     | Tr | T | H | B | BT | BB | HS | Đ |
| ------- | -- | - | - | - | -- | -- | -- | - |
| Đức     | 3  | 3 | 0 | 0 | 7  | 3  | +4 | 9 |
| Pháp    | 3  | 2 | 0 | 1 | 7  | 4  | +3 | 6 |
| Nigeria | 3  | 1 | 0 | 2 | 1  | 2  | −1 | 3 |
| Canada  | 3  | 0 | 0 | 3 | 1  | 7  | −6 | 0 |

| Nigeria | 0–1      | Pháp      |
| ------- | -------- | --------- |
|         | Chi tiết | Delie 56' |

| Đức                                   | 2–1      | Canada       |
| ------------------------------------- | -------- | ------------ |
| Garefrekes 10' · Okoyino da Mbabi 42' | Chi tiết | Sinclair 82' |

| Canada | 0–4      | Pháp                                     |
| ------ | -------- | ---------------------------------------- |
|        | Chi tiết | Thiney 24', 60' · Abily 66' · Thomis 83' |

| Đức         | 1–0      | Nigeria |
| ----------- | -------- | ------- |
| Laudehr 54' | Chi tiết |         |

| Pháp                    | 2–4      | Đức                                                             |
| ----------------------- | -------- | --------------------------------------------------------------- |
| Delie 56' · Georges 72' | Chi tiết | Garefrekes 25' · Grings 32', 68' (ph.đ.) · Okoyino da Mbabi 88' |

| Canada | 0–1      | Nigeria     |
| ------ | -------- | ----------- |
|        | Chi tiết | Nkwocha 84' |

### Bảng B
| Đội         | Tr | T | H | B | BT | BB | HS | Đ |
| ----------- | -- | - | - | - | -- | -- | -- | - |
| Anh         | 3  | 2 | 1 | 0 | 5  | 2  | +3 | 7 |
| Nhật Bản    | 3  | 2 | 0 | 1 | 6  | 3  | +3 | 6 |
| México      | 3  | 0 | 2 | 1 | 3  | 7  | −4 | 2 |
| New Zealand | 3  | 0 | 1 | 2 | 4  | 6  | −2 | 1 |

| Nhật Bản                 | 2–1      | New Zealand |
| ------------------------ | -------- | ----------- |
| Nagasato 6' · Miyama 68' | Chi tiết | Hearn 12'   |

| México     | 1–1      | Anh          |
| ---------- | -------- | ------------ |
| Ocampo 33' | Chi tiết | Williams 21' |

| Nhật Bản                      | 4–0      | México |
| ----------------------------- | -------- | ------ |
| Sawa 13', 39', 80' · Ohno 15' | Chi tiết |        |

| New Zealand   | 1–2      | Anh                       |
| ------------- | -------- | ------------------------- |
| Gregorius 18' | Chi tiết | J. Scott 63' · Clarke 81' |

| Anh                       | 2–0      | Nhật Bản |
| ------------------------- | -------- | -------- |
| E. White 15' · Yankey 66' | Chi tiết |          |

| New Zealand                 | 2–2      | México                   |
| --------------------------- | -------- | ------------------------ |
| Smith 90' · Wilkinson 90+4' | Chi tiết | Mayor 2' · Domínguez 29' |

### Bảng C
| Đội               | Tr | T | H | B | BT | BB | HS | Đ |
| ----------------- | -- | - | - | - | -- | -- | -- | - |
| Thụy Điển         | 3  | 3 | 0 | 0 | 4  | 1  | +3 | 9 |
| Hoa Kỳ            | 3  | 2 | 0 | 1 | 6  | 2  | +4 | 6 |
| CHDCND Triều Tiên | 3  | 0 | 1 | 2 | 0  | 3  | −3 | 1 |
| Colombia          | 3  | 0 | 1 | 2 | 0  | 4  | −4 | 1 |

| Colombia | 0–1      | Thụy Điển     |
| -------- | -------- | ------------- |
|          | Chi tiết | Landström 57' |

| Hoa Kỳ                   | 2–0      | CHDCND Triều Tiên |
| ------------------------ | -------- | ----------------- |
| Cheney 54' · Buehler 76' | Chi tiết |                   |

| CHDCND Triều Tiên | 0–1    | Thụy Điển     |
| ----------------- | ------ | ------------- |
|                   | Report | Dahlkvist 64' |

| Hoa Kỳ                                 | 3–0      | Colombia |
| -------------------------------------- | -------- | -------- |
| O'Reilly 12' · Rapinoe 50' · Lloyd 57' | Chi tiết |          |

| Thụy Điển                           | 2–1      | Hoa Kỳ      |
| ----------------------------------- | -------- | ----------- |
| Dahlkvist 16' (ph.đ.) · Fischer 35' | Chi tiết | Wambach 67' |

| CHDCND Triều Tiên | 0–0      | Colombia |
| ----------------- | -------- | -------- |
|                   | Chi tiết |          |

### Bảng D
| Đội             | Tr | T | H | B | BT | BB | HS | Đ |
| --------------- | -- | - | - | - | -- | -- | -- | - |
| Brasil          | 3  | 3 | 0 | 0 | 7  | 0  | +7 | 9 |
| Úc              | 3  | 2 | 0 | 1 | 5  | 4  | +1 | 6 |
| Na Uy           | 3  | 1 | 0 | 2 | 2  | 5  | −3 | 3 |
| Guinea Xích Đạo | 3  | 0 | 0 | 3 | 2  | 7  | −5 | 0 |

| Na Uy     | 1–0      | Guinea Xích Đạo |
| --------- | -------- | --------------- |
| Haavi 84' | Chi tiết |                 |

| Brasil     | 1–0      | Úc |
| ---------- | -------- | -- |
| Rosana 54' | Chi tiết |    |

| Úc                                        | 3–2      | Guinea Xích Đạo |
| ----------------------------------------- | -------- | --------------- |
| Khamis 8' · van Egmond 48' · De Vanna 51' | Chi tiết | Añonma 21', 83' |

| Brasil                      | 3–0      | Na Uy |
| --------------------------- | -------- | ----- |
| Marta 22', 48' · Rosana 46' | Chi tiết |       |

| Guinea Xích Đạo | 0–3      | Brasil                                   |
| --------------- | -------- | ---------------------------------------- |
|                 | Chi tiết | Érika 49' · Cristiane 54', 90+3' (ph.đ.) |

| Úc             | 2–1      | Na Uy        |
| -------------- | -------- | ------------ |
| Simon 57', 87' | Chi tiết | Thorsnes 56' |

## Vòng đấu loại trực tiếp
Giai đoạn đấu loại trực tiếp bao gồm tám đội vượt qua vòng bảng của giải. Giai đoạn gồm ba vòng thi đấu, mỗi vòng loại một nửa số đội tham gia vòng đấu đó. Các vòng theo thứ tự gồm tứ kết, bán kết và chung kết. Ngoài ra còn có một trận play-off để phân định vị trí thứ ba và thứ tư. Tại vòng này các trận hòa sau 90 phút sẽ tổ chức thêm hiệp phụ; nếu tỉ số vẫn cân bằng, hai đội sẽ thi đấu luân lưu để tìm ra đội thắng.
|  | Tứ kết                 | Tứ kết                       |                        |       | Bán kết       | Bán kết       |  |  | Chung kết | Chung kết |
|  |                        |                              |                        |       |               |               |  |  |           |           |
|  | 9 tháng 7 — Wolfsburg  |                              |                        |       |               |               |  |  |           |           |
|  |                        |                              |                        |       |               |               |  |  |           |           |
|  | Đức                    | 0                            |                        |       |               |               |  |  |           |           |
|  | Đức                    | 0                            | 13 tháng 7 — Frankfurt |       |               |               |  |  |           |           |
|  | Nhật Bản (h.p.)        | 1                            |                        |       |               |               |  |  |           |           |
|  | Nhật Bản (h.p.)        | 1                            | Nhật Bản               | 3     |               |               |  |  |           |           |
|  | 10 tháng 7 — Augsburg  |                              | Nhật Bản               | 3     |               |               |  |  |           |           |
|  |                        | Thụy Điển                    | 1                      |       |               |               |  |  |           |           |
|  | Thụy Điển              | Thụy Điển                    | 1                      | 3     |               |               |  |  |           |           |
|  | Thụy Điển              |                              | 17 tháng 7 — Frankfurt | 3     |               |               |  |  |           |           |
|  | Úc                     | 1                            |                        |       |               |               |  |  |           |           |
|  | Úc                     | 1                            | Nhật Bản (pen.)        | 2 (3) |               |               |  |  |           |           |
|  | 9 tháng 7 — Leverkusen |                              | Nhật Bản (pen.)        | 2 (3) |               |               |  |  |           |           |
|  |                        | Hoa Kỳ                       | 2 (1)                  |       |               |               |  |  |           |           |
|  | Anh                    | Hoa Kỳ                       | 2 (1)                  | 1 (3) |               |               |  |  |           |           |
|  | Anh                    | 13 tháng 7 — Mönchengladbach |                        | 1 (3) |               |               |  |  |           |           |
|  | Pháp (pen.)            | 1 (4)                        |                        |       |               |               |  |  |           |           |
|  | Pháp (pen.)            | 1 (4)                        | Pháp                   | 1     |               |               |  |  |           |           |
|  | 10 tháng 7 — Dresden   |                              | Pháp                   | 1     |               |               |  |  |           |           |
|  |                        | Hoa Kỳ                       | 3                      |       | Tranh hạng ba | Tranh hạng ba |  |  |           |           |
|  | Brasil                 | Hoa Kỳ                       | 3                      | 2 (3) | Tranh hạng ba | Tranh hạng ba |  |  |           |           |
|  | Brasil                 |                              | 16 tháng 7 — Sinsheim  | 2 (3) |               |               |  |  |           |           |
|  | Hoa Kỳ (pen.)          | 2 (5)                        |                        |       |               |               |  |  |           |           |
|  | Hoa Kỳ (pen.)          | 2 (5)                        | Thụy Điển              | 2     |               |               |  |  |           |           |
|  |                        |                              |                        |       |               |               |  |  |           |           |
|  | Pháp                   | 1                            |                        |       |               |               |  |  |           |           |
|  | Pháp                   | 1                            |                        |       |               |               |  |  |           |           |

### Tứ kết
| Anh                                        | 1–1 (s.h.p.) | Pháp                                               |
| ------------------------------------------ | ------------ | -------------------------------------------------- |
| J. Scott 59'                               | Chi tiết     | Bussaglia 88'                                      |
| Loạt sút luân lưu                          |              |                                                    |
| Smith · Carney · Stoney · Rafferty · White | 3–4          | Abily · Bussaglia · Thiney · Bompastor · Le Sommer |

| Đức | 0–1 (s.h.p.) | Nhật Bản      |
| --- | ------------ | ------------- |
|     | Chi tiết     | Maruyama 108' |

| Thụy Điển                                 | 3–1      | Úc        |
| ----------------------------------------- | -------- | --------- |
| Sjögran 10' · Dahlkvist 16' · Schelin 52' | Chi tiết | Perry 40' |

| Brasil                                  | 2–2 (s.h.p.) | Hoa Kỳ                                     |
| --------------------------------------- | ------------ | ------------------------------------------ |
| Marta 68' (ph.đ.), 92'                  | Chi tiết     | Daiane 2' (l.n.) · Wambach 120+2'          |
| Loạt sút luân lưu                       |              |                                            |
| Cristiane · Marta · Daiane · Francielle | 3–5          | Boxx · Lloyd · Wambach · Rapinoe · Krieger |

### Bán kết
| Pháp          | 1–3      | Hoa Kỳ                               |
| ------------- | -------- | ------------------------------------ |
| Bompastor 55' | Chi tiết | Cheney 9' · Wambach 79' · Morgan 82' |

| Nhật Bản                     | 3–1      | Thụy Điển  |
| ---------------------------- | -------- | ---------- |
| Kawasumi 19', 64' · Sawa 60' | Chi tiết | Öqvist 10' |

### Tranh hạng ba
| Thụy Điển                     | 2–1      | Pháp       |
| ----------------------------- | -------- | ---------- |
| Schelin 29' · Hammarström 82' | Chi tiết | Thomis 56' |

### Chung kết
| Nhật Bản                                | 2–2 (s.h.p.) | Hoa Kỳ                         |
| --------------------------------------- | ------------ | ------------------------------ |
| Miyama 81' · Sawa 117'                  | Chi tiết     | Morgan 69' · Wambach 104'      |
| Loạt sút luân lưu                       |              |                                |
| Miyama · Nagasato · Sakaguchi · Kumagai | 3–1          | Boxx · Lloyd · Heath · Wambach |

| Vô địch World Cup 2011 Nhật Bản Lần thứ nhất |

## Giải thưởng
Các giải thưởng sau đây đã được trao vào cuối giải đấu.

### Cầu thủ xuất sắc nhất (Quả bóng vàng)
| Quả bóng vàng | Quả bóng bạc | Quả bóng đồng |
| ------------- | ------------ | ------------- |
| Sawa Homare   | Abby Wambach | Hope Solo     |

### Vua phá lưới (Chiếc giày vàng)
| Chiếc giày vàng | Chiếc giày bạc | Chiếc giày đồng |
| --------------- | -------------- | --------------- |
| Sawa Homare     | Marta          | Abby Wambach    |

### Các giải thưởng khác
| Thủ môn xuất sắc nhất | Cầu thủ trẻ xuất sắc nhất | Giải phong cách |
| --------------------- | ------------------------- | --------------- |
| Hope Solo             | Caitlin Foord             | Nhật Bản        |

### Đội hình toàn sao
| Thủ môn                 | Hậu vệ                                                                               | Tiền vệ | Tiền đạo                         |
| ----------------------- | ------------------------------------------------------------------------------------ | --- | -------------------------------- |
| Kaihori Ayumi Hope Solo | Elise Kellond-Knight Érika Alex Scott Sonia Bompastor Laura Georges Saskia Bartusiak | Jill Scott Genoveva Añonma Louisa Nécib Miyama Aya Ohno Shinobu Sawa Homare Kerstin Garefrekes Caroline Seger Shannon Boxx Lauren Cheney | Marta Lotta Schelin Abby Wambach |

## Danh sách cầu thủ ghi bàn
5 bàn
- Sawa Homare

4 bàn
- Marta
- Abby Wambach

3 bàn
- Lisa Dahlkvist

2 bàn
- Jill Scott
- Cristiane
- Rosana
- Genoveva Añonma
- Kerstin Garefrekes
- Inka Grings
- Célia Okoyino da Mbabi
- Lauren Cheney
- Alex Morgan
- Kawasumi Nahomi
- Miyama Aya
- Marie-Laure Delie
- Gaëtane Thiney
- Élodie Thomis
- Lotta Schelin
- Kyah Simon

1 bàn
- Jessica Clarke
- Ellen White
- Fara Williams
- Rachel Yankey
- Érika
- Christine Sinclair
- Simone Laudehr
- Rachel Buehler
- Carli Lloyd
- Heather O'Reilly
- Megan Rapinoe
- Maribel Domínguez
- Stephany Mayor
- Mónica Ocampo
- Emilie Haavi
- Elise Thorsnes
- Sarah Gregorius
- Amber Hearn
- Rebecca Smith
- Hannah Wilkinson
- Maruyama Karina
- Nagasato Yūki
- Ohno Shinobu
- Perpetua Nkwocha
- Camille Abily
- Sonia Bompastor
- Élise Bussaglia
- Laura Georges
- Nilla Fischer
- Marie Hammarström
- Jessica Landström
- Josefine Öqvist
- Therese Sjögran
- Lisa De Vanna
- Leena Khamis
- Ellyse Perry
- Emily van Egmond

phản lưới nhà
- Daiane (trận gặp  Hoa Kỳ)

## Bảng xếp hạng giải đấu
| Đội                 | Thứ hạng          | Trận | Thắng | Hoà | Thua | BT | BB | HS | Điểm |
| ------------------- | ----------------- | ---- | ----- | --- | ---- | -- | -- | -- | ---- |
| 1                   | Nhật Bản          | 6    | 4     | 1   | 1    | 12 | 6  | +6 | 13   |
| 2                   | Hoa Kỳ            | 6    | 3     | 2   | 1    | 13 | 7  | +6 | 11   |
| 3                   | Thụy Điển         | 6    | 5     | 0   | 1    | 10 | 6  | +4 | 15   |
| 4                   | Pháp              | 6    | 2     | 1   | 3    | 10 | 10 | 0  | 7    |
| Bị loại ở tứ kết    |                   |      |       |     |      |    |    |    |      |
| 5                   | Brasil            | 4    | 3     | 1   | 0    | 9  | 2  | 7  | 10   |
| 6                   | Đức               | 4    | 3     | 0   | 1    | 7  | 4  | +3 | 9    |
| 7                   | Anh               | 4    | 2     | 2   | 0    | 6  | 3  | +3 | 8    |
| 8                   | Úc                | 4    | 2     | 0   | 1    | 6  | 7  | –1 | 6    |
| Bị loại ở vòng bảng |                   |      |       |     |      |    |    |    |      |
| 9                   | Nigeria           | 3    | 1     | 0   | 2    | 1  | 2  | –1 | 3    |
| 10                  | Na Uy             | 3    | 1     | 0   | 2    | 2  | 5  | –3 | 3    |
| 11                  | México            | 3    | 0     | 2   | 1    | 3  | 7  | –4 | 2    |
| 12                  | New Zealand       | 3    | 0     | 1   | 2    | 4  | 6  | –2 | 1    |
| 13                  | CHDCND Triều Tiên | 3    | 0     | 1   | 2    | 0  | 3  | –3 | 1    |
| 14                  | Colombia          | 3    | 0     | 1   | 2    | 0  | 4  | –4 | 1    |
| 15                  | Guinea Xích Đạo   | 3    | 0     | 0   | 3    | 2  | 7  | –5 | 0    |
| 16                  | Canada            | 3    | 0     | 0   | 3    | 1  | 7  | –6 | 0    |